# Хомутинська сільська рада
Хому́тинська сільська рада (рос. Хомутинский сельский совет) — сільське поселення у складі Цілинного району Алтайського краю Росії.
Адміністративний центр та єдиний населений пункт — село Хомутино.

## Населення
Населення — 427 осіб (2019; 458 в 2010, 531 у 2002).